# Giuseppe Maria Pisani
Giuseppe Maria Pisani (Serra San Bruno, 28 agosto 1851 – Serra San Bruno, 23 luglio 1923) è stato un pittore italiano.

## Biografia
Nato da Domenico e Maria Francesca Barillari, intraprese subito, da bambino, l'attività pittorica e fu avviato dai genitori ad apprendere i primi rudimenti del disegno presso Venanzio Pisani, un valido ritrattista popolare, che si era distinto anche come intagliatore di statue processionali. Dopo poco tempo si recò a Napoli e, compiute le scuole inferiori, s'iscrisse all'Accademia di Belle Arti, dove studiò pittura con Domenico Morelli. Sono degli anni settanta i primi ritratti, intensi ed espressivi, eseguiti per alcune importanti famiglie calabresi.
Durante la seconda metà degli anni settanta la sua tecnica divenne più raffinata: i suoi quadri si distinguono per l'impasto di colore degli incarnati e per i soggetti, quasi sempre presi dal popolo, non per denuncia sociale, ma per documentare la vita del suo tempo. Assimilata la pittura del maestro, il giovane Giuseppe Maria Pisani stava cercando una sua identità artistica all'interno di una ristretta cerchia di allievi, quando Marià Fortuny i Marsal arrivò a Napoli per portarvi, oltre ad una ventata di orientalità, il calore della pittura catalana di facile e vistoso virtuosismo.
Per il Pisani e per molti altri allievi di Domenico Morelli la sua presenza fu fondamentale: venne acclamato come un grande riformatore dell'arte, un rivoluzionario. Nel 1877 aprì uno studio fotografico denominato "Il Genio" diventando uno dei pionieri della fotografia in Calabria. La sua attività di artista e di fotografo non gl'impedì di coltivare anche le arti applicate: nel 1880 istituì, con l'ebanista Gabriele Regio, un "Opificio artistico", della cui attività l'unica opera certa giunta fino a noi è un sarcofago in legno realizzato per la congrega del Crocifisso di Monterosso Calabro. Firmato e datato 1882, aveva la funzione di accogliere, al suo interno, le bare dei ricchi e dei poveri del paese affinché, almeno in morte, non vi fossero differenze di classe.
Sono questi gli anni dell'impegno civile e dell'attività politica che lo porterà a far parte del consiglio comunale di Serra San Bruno e a fondare, nel 1881, la Società Operaia di Mutuo Soccorso, un'istituzione liberale con scopi assistenziali per gli artigiani e gli operai.
Successivamente, l'aiuto di Giuseppe Maria Pisani alla formazione e all'assistenza degli artigiani si concretizzò, nel 1882, nell'istituzione delle scuole comunali di disegno: il conseguimento dell'abilitazione all'insegnamento negli istituti tecnici, normali e magistrali, presso il Real Istituto di Belle Arti di Napoli, gli permise di dedicarsi ai molti operai del suo paese, che potevano averne bisogno. Furono realizzati, in quegli anni, decine e decine di disegni ornati e geometrici, contribuendo al grande fervore di attività artistiche che aveva caratterizzato Serra San Bruno dalla sua nascita in poi.
Alla fine degli anni ottanta, gli anni più vitali del dibattito sul realismo, si trovava a Napoli, dove continuò a dipingere, nell'orbita dei seguaci di Domenico Morelli, molti paesaggi e soprattutto ritratti fortemente veristi. Bambini e donne del popolo sembrano essere stati i suoi soggetti preferiti: la qualità dell'impasto cromatico per l'incarnato rende queste opere particolarmente interessanti.
A Serra San Bruno, intanto, si formò una vera e propria scuola che guardò a Giuseppe Maria Pisani come il "maestro", perché aveva tentato di offrire ai tanti artisti e artigiani del paese una possibilità di riscatto sociale. L'esperimento ricorda quello, più famoso, di Andrea Cefaly a Cortale e anche se con esiti diversi e con diverse personalità si inserisce in quella che fu la grande esperienza progressista dei pittori calabresi di idee liberali inseriti nel dibattito post-unitario. Il decennio 1890 - 1900 fu molto fertile per le attività di Giuseppe Maria Pisani. Conseguito il diploma di architetto, intraprese la professione dedicandosi allo studio per gli interni d'abitazione.
È di questi anni la decorazione del palazzo dell'Arcivescovo Biagio Pisani, in cui l'artista profuse tutto il suo ingegno e la sua abilità pittorica creando tempere murali in trompe l'oeil. Durante gli anni novanta svolse il suo incarico di Priore della Regia Arciconfraternita di Maria Santissima dei Sette Dolori, riformandone lo statuto e prodigandosi a favore dei fratelli congregati. La sua attività artistica continuò, all'interno della confraternita, nel creare parati d'altare, paramenti sacri, oggetti di oreficeria e quadri a soggetto sacro. Tra questi I Sette santi fondatori, una grande tela posta nel coro della chiesa.
Nella composizione l'artista cercò, come già aveva fatto Domenico Morelli, di trasferire i soggetti sacri sul piano della pittura di storia. Anche la tecnica usata risentì degli influssi del maestro, dai grandi blocchi di pietre squadrate e inondate di luce alle nuvole vaporose e vivacemente colorate. Nei primi anni del Novecento, si dedicò alla professione di architetto e solo sporadicamente a quella di pittore. Aveva, infatti, contratto il "saturnismo", poiché l'abitudine di impastare da sé i colori ad olio gli aveva provocato una malattia allo stomaco, dovuta ai continui contatti con i sali di piombo.
Nei primi anni del Novecento, si dedicò alla professione di architetto e solo sporadicamente a quella di pittore. Morì a Serra San Bruno il 23 luglio 1923. 
È il nonno dell'artista omonimo Giuseppe Maria Pisani (1927-2016).